# Битка при Немецки брод
Битката за Немецки брод се състои на 8 и 10 януари 1422 г. между силите на хуситите на Ян Жижка и контрареформаторската армия на кръстоносеца Сигизмунд Люксембургски. След като са отблъснати пред Прага, кръстоносците подемат полева война и неуспешно опитват да стигнат до решително сражение. Четири дни след победата на хуситите при Небовиди, те засичат и разграбват обоза и продоволствието на кръстоносците при днешния Хавличкув Брод на река Сазава и превземат града.